# Стоентин
Стоентин (пол. Stojentin) — польский дворянский герб.

## Описание
В щите, слева скошенном, в правом лазоревом поле пол-оленя серебряного, вправо, в левом — шаховница лазорево-серебряная.
Щит увенчан дворянскими шлемом с бурелетом. Нашлемник: павлиний хвост. Намёт на щите лазоревый, подложенный серебром.

## Герб используют
Франтишек Галле, штабс-капитан, г. Стоентин, 23.04.1863 жалован дипломом на потомственное дворянское достоинство Царства Польского